# Taken (serie de televisión)
Taken es una miniserie de ciencia ficción transmitida por primera vez por Sci Fi Channel en 2002 y ganadora de un premio Emmy a mejor miniserie. Filmada en Vancouver, Columbia Británica, Canadá, fue escrita por Leslie Bohem y dirigida por Breck Eisner, Félix Enríquez Alcalá, John Fawcett, Tobe Hooper, Jeremy Paul Kagan, Michael Katleman, Sergio Mimica-Gezzan, Bryan Spicer, Jeff Woolnough y Thomas J. Wright. La producción ejecutiva estuvo a cargo de Steven Spielberg y Bohem.
Taken es una historia multi-generacional que se extiende por cinco décadas y cuatro generaciones, centrada en tres familias: los Keys, los Crawford y los Clarke. El veterano de la Segunda Guerra Mundial Russell Keys sufre pesadillas sobre haber sido abducido por extraterrestres durante la guerra; el incidente Roswell transforma a Owen Crawford, capitán de la Fuerza Aérea, en un ambicioso y amoral conspirador gubernamental; Sally Clarke, infelizmente casada, es embarazada por un visitante extraterrestre. Cuando las décadas pasan, los herederos de cada uno son afectados por las maquinaciones de los extraterrestres, culminando con el nacimiento de Allie Keys, que es el último producto de la experimentación de los extraterrestres y la depositaria de sus aspiraciones de futuro.
Los actores en la miniserie incluyen a Julie Benz, Emily Bergl, Steve Burton, Eric Close, Heather Donahue, Dakota Fanning (quien narra, así como interpretando a Allie Keys), Matt Frewer, Joel Gretsch, Ryan Hurst, Adam Kaufman, Ryan Merriman, Michael Moriarty y Anton Yelchin.

## Personajes

### Los Clarke
Sally Clarke
Interpretada por Catherine Dent.
Sally es una mujer solitaria, debido a que Fred, su marido, siempre está fuera del pueblo, por lo cual ella cría a sus hijos prácticamente sola. Cuando se encuentra con John, su vida cambia y forman un vínculo especial, aunque se conocen brevemente. Ella queda embarazada de Jacob, un híbrido humano-extraterrestre. Años después del nacimiento de Jacob, Owen Crawford viene a buscar a Jacob y utiliza a Sally para acercarse a Jacob. En un primer momento ella sucumbe al encanto de Crawford, pero finalmente descubre cuáles son sus verdaderas intenciones.
Fred Clarke
Interpretado por Alf Humphreys.
Fred es el marido de Sally. Siempre estaba fuera por negocios, y su relación con su esposa y los niños era considerablemente distante. Fred murió algún tiempo antes de la concepción de Jacob y la Navidad de 1958.
Tom Clarke
Interpretado por Ryan Hurst de mayor, y por Kevin Schmidt de joven.
El hijo de Sally y Fred, Tom, siempre fue escéptico de la creencia de su madre en los visitantes del espacio exterior, y pasará parte de su vida intentando extraer la realidad de las teorías sobre extraterrestres. Después de que Owen Crawford destruyera la vida de Sally, Tom juró destruir la suya. No se detiene con Owen; también obstaculiza la investigación de Eric Crawford. Su escepticismo inicial se desvanece cuando comprende que su hermano Jacob es medio-extraterrestre, y consagra su vida a destapar la verdad sobre los visitantes como un escritor de éxito. Posteriormente, intenta proteger a su sobrina Lisa de los Crawford. Tom es el único personaje mayor que sobrevive durante toda la serie.
Becky Clarke
Interpretada por Chad Morgan de mayor, y por Shauna Kain de joven.
Tradicionalmente furiosamente protectora de su hermano menor Jacob, Becky se aleja cuando se enamora de Eric Crawford y se vuelve su amante, pero al fin decide no dejar a su marido e hijos por él. Su relación con su familia es desde entonces distante.
Jacob Clarke
Interpretado por Anton Yelchin de joven, y por Chad Donella de mayor.
El joven Jacob es un híbrido extraterrestre-humano, siendo diferente a todos los otros jóvenes. Tímido y antisocial, fue intimidado. Todo cambia cuando demuestra sus inmensos poderes psíquicos. Jacob, o Jack, como es conocido por amigos y parientes, es muy sabio, y tiene grandes poderes telekinéticos y visión telepática, heredados de su padre extraterrestre, John. Cuando es necesario, Jacob puede cargar las mentes de sus adversarios con recuerdos de sus mayores miedos y futuros, volviéndolos temporalmente dementes. Estas habilidades tienen un costo; puede causarle trauma craneal severo, arriesgándose a morir. Más tarde, sus poderes comienzan a debilitar su salud y toman su vida.
Carol Clarke
Interpretada por Sadie Lawrence.
Carol es una mujer amable con la que Jacob estaba casado, y realmente no tiene demasiada participación en la historia. Después de quedar viuda, se casa con Danny Holding.
Lisa Clarke
Interpretada por Emily Bergl de mayor, por Alexandra Purvis a los 13 años, y por Taylor-Anne Reid a los 11 años.
A pesar de ser la hija de un medio-extraterrestre, no hereda ninguna de sus cualidades excepcionales. Sin embargo, es protegida de los Crawford por los extraterrestres, y la salvan de morir cuando da a luz a Allison (Allie). Lisa se encuentra a Charlie Keys a bordo de la nave espacial cuando ambos fueron abducidos. Conciben a Allie en la nave espacial, no teniendo ningún recuerdo de dicha reunión. Después, Lisa encuentra que tiene un enlace psíquico con su hija. A Lisa le gusta vestir como una chica popular, y suele llevar una camiseta de Hüsker Dü.

### Los Crawford
Capitán/Mayor/Coronel Owen Crawford
Interpretado por Joel Gretsch.
Un capitán que más tarde asciende en el escalafón militar hasta ser coronel en la Fuerza Aérea de Estados Unidos, Owen se involucra en el incidente de Roswell en 1947. No se detiene ante nada para descubrir los secretos de los visitantes del espacio exterior, aun cuando signifique sacrificar a su familia, llegando incluso al asesinato. Owen intenta tener una relación con Sally Clarke, hasta que es detenido por Jacob. Tom destruye la carrera de Owen en venganza. En 1970, Owen muere de un ataque cardíaco después de enterarse sobre la muerte de Sam. Su otro hijo, Eric, sabía que Owen conocía sobre su propio destino, y lo maldice hasta que su padre literalmente da su último respiro. Su determinación es heredada por sus hijos, Eric y Sam, y su carácter y crueldad por su nieta, Mary.
Anne Crawford
Interpretada por Tina Holmes.
Anne es una mujer de buen corazón que sucumbe fácilmente a los encantos de Owen. Más tarde descubre que ignoraba felizmente el hecho de que él se casó con ella para poder mantener su rango en el proyecto extraterrestre de la Fuerza Aérea, entonces en manos de su padre, el Coronel Campbell. Como resultado, la estabilidad mental de Anne se tambalea, y encuentra un chocante destino: es asesinada por su propio marido haciendo parecer que tenía un romance con el capitán Bowen.
Eric Crawford
Interpretado por Andy Powers de mayor, por Nolan Funk de joven, y por Cody Shaer de pequeño.
Realmente no tan cruel como su padre Owen, Eric es muy confundido y amargado que no amaba a sus padres, sobre todo a Owen. Por esta razón siente muchos celos de su hermano Sam. Eric hereda el proyecto extraterrestre de su padre, después de que chantajee al general por poseer los archivos de Owen. Pierde el proyecto después de que los extraterrestres se llevan todas las pruebas que había reunido, hasta que un incidente durante una misión espacial lo vuelve a poner en el trabajo. El pasado de Eric y su obsesión con el proyecto, y el descubrir la prueba que Tom Clarke está escondiendo algo, hacen que su relación con su esposa Julie y su hija Mary se vuelva fría, con resultados trágicos: muere por órdenes de su propia hija.
Sam Crawford
Interpretado por Ryan Merriman de mayor, por Branden Nadon de joven, y por Trevor Pawson de pequeño.
El amable y comprensivo Sam crece para ser un joven periodista. Siempre ha sido indiferente a los proyectos de su padre y hermano. Esto es hasta que encuentra un artículo periodístico sobre una antigua ruina inuit, cuyos símbolos se parecen a ls que hay en el pedazo de metal que Owen guarda en su caja fuerte personal. Sam se embarca en un viaje a Alaska para encontrar la verdad, con consecuencias fatales.
Julie Crawford
Interpretada por Emily Holmes.
Julie pensó que Eric era el hombre perfecto cuando se casaron, pero la vida que ella preveía se despedazó. Su relación con su hija, Mary, sin embargo, era muy fuerte, aunque no comprende cuánto Mary ha heredado de su abuelo.
Mary Crawford
Interpretada por Heather Donahue de mayor, y por Anysha Berthot de pequeña.
El legado monstruoso de Owen llega hasta su nieta, Mary. Aunque su relación con su madre era fuerte, se siente ignorada por su padre, Eric. Una excelente estudiante de bioquímica, Mary salta al proyecto de Eric, haciendo grandes descubrimientos en asociación con su compañero científico y amante secreto, el doctor Chet Wakeman. Mary es desalmada al tratar con los abducidos, y se dedica a cazar implacablemente a la generación actual de los Keys y Clarkes —sobre todo a Allie—.

### Los Keys
Capitán Russel Keys
Interpretado por Steve Burton.
Sobrevolaba los mortíferos cielos de Francia como capitán de un bombardero B-17 en 1944, durante la Segunda Guerra Mundial, cuando él y su tripulación fueron raptados por extraterrestres disfrazados de doctores alemanes. Después de escapar de los extraterrestres, Russel nunca volvió a ser el mismo al regresar a casa. Los extraterrestres están interesados en él y en sus descendientes debido a que su fisiología es muy tolerante, mientras que la mayoría de las personas que entran en contacto con su tecnología enferman y mueren (como el resto de su tripulación en el B-17). Al descubrir que sus camaradas habían muerto, deja a su familia para volverse un vagabundo, esperando que los extraterrestres no lo encuentren. Al final esto resulta no servir de nada, y se sigue siendo abducido muchas veces más. Russel intenta defender a su hijo, Jesse, de los extraterrestres, y se siente frustrado ante su impotencia. Finalmente cae en manos de los doctores de la Fuerza Aérea, encabezados por el coronel Owen Crawford y el doctor Kreutz. Se niega a que le quiten el implante en su cerebro, pero es dejado inconsciente y le abren la cabeza para sacárselo.
Kate Keys
Interpretada por Julie Benz.
Tras esperar ansiosamente el retorno de Russel de Europa, Kate se entristece al ver cuánto había cambiado el hombre con el que se había casado. Está constantemente preocupada por su estado mental, y está angustiada porque él no le dice lo que le pasa. Después de que Russel huye, se divorcia y vuelve a casarse con el sheriff Bill Walker.
Jesse Keys
Interpretado por Desmond Harrington de mayor, James Kirk de joven, y Conner Widdows de pequeño.
El hijo de Russel y Kate, Jesse, siempre admiró a su padre por su heroísmo durante la Segunda Guerra Mundial. Jesse es abducido por los visitantes del espacio exterior, y cada rapto lo sume en una espiral de depresión, ansiedad, y rabia. Queda traumatizado particularmente por sus experiencias en Vietnam, cuando los extraterrestres lo salvan de un incendio en un templo budista, pero dejando morir a sus camaradas de armas. Se vuelve adicto a la heroína después de la guerra, pero se rehabilita gracias a una enfermera llamada Amelia, con quien posteriormente contrae matrimonio y conciben un hijo. Jesse intenta proteger a su hijo, Charlie, de ser abducido, pero sin éxito. Finalmente, sus experiencias lo recluyen en un hospital mental hasta su muerte.
Amelia Keys
Interpretado por Julie Ann Emery.
Amelia conoce a Jesse en el hospital donde ella trabaja. Cuida de él y le ayuda a superar su adicción a las drogas. Sin embargo, está preocupada por el estado errático del carácter de Jesse, sobre todo hacia su hijo, Charlie. Amelia descubre que Jesse es buscado por los agentes de Eric Crawford, y se lleva a Charlie para vivir ocultos.
Charlie Keys
Interpretado por Adam Kaufman de mayor, y Devin Douglas Drewitz de joven.
Como su padre Jesse, Charlie está atormentado por sus abducciones por los extraterrestres. A pesar de eso, tiene una intrigante experiencia con Lisa Clarke mientras fue raptado, y los dos crean una atadura especial. Charlie era maestro de escuela, pero su deseo de exponer las actividades de los extraterrestres le hacen perder su empleo, y huir del gobierno. Se encuentra con Lisa en la vida real cuando ambos asisten a una serie de reuniones de personas que afirman haber sido abducidos por extraterrestres, dirigido por la Dra. Penzler. Después de que él y Lisa pasan por la hipnoterapia, descubre que Allie es su hija e intenta protegerla al máximo.
Allie Keys
Interpretada por Hannah Dakota Fanning como Allie, y Elle Fanning como Allie a los 3 años.
Aunque su madre no heredó las habilidades extraterrestres de Jacob, Allie sí lo hizo. Allie tiene la sabiduría de una persona experimentada y no sólo tiene la habilidad de leer las mentes, también puede manipular el tiempo y espacio, distorsionar la realidad, y curar a su padre Charlie. Allie es la pieza central de los experimentos extraterrestres, pero incluso ella no sabe que le está reservado. Es raptada por Mary Crawford y luego por el ejército para ser usada como cebo para atraer a los extraterrestres a una trampa. Pero los engaña a todos y escapa con sus padres. Al final, sin embargo, tiene que irse con los extraterrestres para salvarlos a todos. Pero deja una promesa de retorno.

### Otros personajes
Visitante extraterrestre 'John'
Interpretado por Eric Close.
Cuando la nave espacial alienígena de 'John' se estrella en Nuevo México, cerca de Roswell, muriendo sus compañeros, asume una forma humana. Se enamora de Sally Clarke, y le da un hijo, Jacob. John solo aparece brevemente, pero los dos tienen un lazo especial. Sally Clarke le da uno de sus aretes de forma de estrella. Jacob ayuda a su madre a verlo de nuevo en su lecho de muerte. Después regresa para ayudar a su bisnieta, Allie. Le enseña a bloquear su señal y le dice que, a menos que ella los llame, no podrán encontrarla, antes de que se vaya para protegerlos.
Col. Thomas Campbell
Interpretado por Michael Moriarty.
Un coronel del Cuerpo Aéreo del Ejército en la división de la inteligencia y el superior del capitán Owen Crawford. Toma el mando de todo lo relacionado con la caída de Roswell y saca a Crawford del plan. Crawford seduce y se casa con su hija Anne, y chantajea a Campbell para ser ascendido y tomar el control del proyecto.
Teniente/capitán Marty Erickson
Interpretado por John Hawkes.
Uno de los dos lacayos más cercanos del coronel Owen Crawford. Sospechaba que el coronel Crawford mató a su esposa y al capitán Bowen, pero solo se lo dijo varios años después a Eric, después de la muerte del Coronel. Eric consigue arrestarlo como cómplice del crimen para poder quedarse con el proyecto.
Teniente/Capitán Howard Bowen
Interpretado por Jason Gray-Stanford.
El otro lacayo del Coronel Owen Crawford. Tiene razón cuando dice: «Ése es un sucio hijo de perra». Owen lo asesina durante su plan para deshacerse de su esposa, Anne, haciendo parecer que Bowen mató a Anne y posteriormente se suicidó.
Sue
Interpretada por Stacy Grant.
Novia del capitán Crawford, hasta que se interesa en Anne, un matrimonio que podía ayudar a su carrera. Sue encuentra un pedazo de tecnología extraterrestre y se lo da. Él le promete volver a encender su relación, pero la mata brutalmente para luego casarse con Anne.
Dr. Kreutz
Interpretado por Willie Garson.
Anteriormente ingeniero aeroespacial para los nazis, el doctor Kreutz escapó a América después del final de la Segunda Guerra Mundial. Empezó a trabajar para el Coronel Crawford después de que el equipo científico original pasara diez años sin ningún progreso. El doctor Kreutz es bastante frío y reservado, y desenvueltamente sacrifica a sus sujetos de prueba. Muere en una explosión junto con las víctimas dementes del experimento con Russel Keys.
Gladys y Mavis Erenberg
Interpretadas por Carol y Helen Infield Sender.
Gladys y Mavis son las famosas gemelas Erenberg, y están unidas entre ellas psíquicamente. Llegan a Nuevo México como conejillos de indias del programa alienígena de Owen Crawford y el doctor Kreutz. Demuestran sus habilidades cuando una de las gemelas visualiza unas flores, mientras la otra dibuja una proyección mental de lo que ve la otra. Crawford y Kreutz esperan que las gemelas Erenburg pudieran volar la nave alienígena que chocó cerca de Roswell. Pero aquellos que entran en la base no salen vivos...
Sheriff Bill Walker
Interpretado por Ian Tracey.
Segundo esposo de Kate Keys.
Lester
Interpretado por Frederick Koehler.
En los bosques helados de Alaska, vive Lester. Es un híbrido humano-alienígena, pero a diferencia de Jacob Clarke, quedó horriblemente deformado. Lester tiene la apariencia de un deformado humano-alienígena, y tiene la habilidad psíquica de matar con la mirada. Absolutamente aterrado de sí mismo, se esconde en una pequeña choza en los bosques. Construye una tumba inspirada en los inuit para su hermano gemelo muerto (quien también estaba deformado), esperando revivirlo con magia. Al ser Lester y su hermano gemelo experimentos fracasados de los alienígenas, no tienen ninguna importancia.
Danny Holding
Interpretado por Byron Lucas.
Un músico vecino de Carol Clarke, que a menudo hacía de niñero de Lisa y que más tarde se convertiría en el segundo marido de Carol.
Dr. Chet Wakeman
Interpretado por Matt Frewer.
Pese a ser muy inteligente y tener un gran humor negro, el doctor Chet Wakeman puede ser bastante sádico. Wakeman, siendo un científico, siente una fascinación groseramente infantil hacia los alienígenas, y sacrificará absolutamente todo por ser parte de la experiencia extraterrestre. Como resultado, sentencia alegremente a los sujetos de prueba —tanto humanos como animales— a sus muertes para extraer datos en la investigación, y para satisfacer su curiosidad. Aunque es amigo de Eric Crawford, su amistad se enfría durante años, sobre todo cuando Wakeman intima con la hija de Eric, Mary, y los dos tienen un romance durante varios años, hasta que ella lo mata cuando intenta advertir a Charlie Keys y Lisa Clarke.
Nina Toth
Interpretada por Camille Sullivan (de mayor) y Brittney Irvin (de joven).
 La mejor amiga de Lisa desde su tiempo en la escuela, con quien comparte su pasión por la música de Hüsker Dü.
Dra. Harriet Penzler
Interpretado por Gabrielle Rose.
Una consejera psicológica, la doctora Penzler es abierta a las experiencias de 'abducciones', y ha creado un grupo de terapia para que los abducidos puedan hablar sobre sus experiencias. También usa la hipnosis en miembros del grupo para recuperar recuerdos. Es asesinada por un agente gubernamental mientras hipnotizaba a Lisa para ayudar a encontrar a Allie.
Ray
Interpretado por Brian Markinson.
Ray es un tío amargado que dice haber sido raptado por alienígenas, pero de hecho es una víctima de abuso sexual cuando era pequeño. Intenta atraer la atención de los medios de comunicación al mantener como rehenes al grupo de terapia, para demostrar que es un chico sensato. Allie le convence de que se rinda.
General Beers
Interpretado por James McDaniel.
Oficial de alto rango del Ejército estadounidense, el general Brees quita a Mary Crawford y al Dr. Wakeman del proyecto alienígena. Traslada las instalaciones a Dakota del Norte, en un esfuerzo por atraer a los alienígenas a una trampa, usando a Allie como cebo. Su plan parece tener éxito cuando el ovni se estrella, pero resulta que era un engaño de Allie.
Teniente Pierce
Interpretado por Michael Soltis.
Un soldado del Ejército destinado a custodiar a Allie, a la que lee Las aventuras de Huckleberry Finn. Al estrellarse el ovni, es uno de los soldados enviados al interior. Después de ser descubierto el engaño de Allie, le ayuda a escapar junto con sus padres.
Capitán Walker
Interpretado por Roger Cross.
Un soldado del Ejército destinado a custodiar a Allie. Al estrellarse el ovni, es uno de los soldados enviados al interior.
Teniente Williams
Interpretado por Tobias Mehler.
Un soldado del Ejército destinado a custodiar a Allie. Al estrellarse el ovni, es uno de los soldados enviados al interior.
Dewey Clayton
Interpretado por Timothy Webber.
Un cazador local que guía a Charlie y Lisa en Dakota del Norte hasta el lugar donde los militares tienen a Allie.

## El artefacto
El "artefacto" es un misterioso dispositivo conectado a los alienígenas que apareció por primera vez en el episodio "Más allá del cielo". Cuando una nave espacial alienígena se estrelló en Roswell en 1947, una joven mujer, Sue, la novia del entonces capitán Crawford, fue la única testigo. Cuando se acercó a los restos, descubrió un trozo de metal con escritura extraterrestre. Cuando Crawford supo del artefacto, asesinó a Sue y se hizo con el artefacto. El artefacto le ayudó a conseguir una posición de poder en la investigación del ovni de Roswell.
El artefacto permaneció en posesión de los Crawford durante casi sesenta años. No es hasta que Mary Crawford descubre que hay nuevas escrituras en el artefacto cuando concluye que el artefacto es alguna clase de dispositivo de grabación que ha estado almacenando datos de los experimentos de los extraterrestres durante décadas.

## Episodios
| #  | Título                                 | Resumen |
| 1  | "Mas allá del cielo" (Beyond the Sky)  |         |
| 2  | "Jacob y Jesse" (Jacob and Jesse)      |         |
| 3  | "Grandes esperanzas" (High Hopes)      |         |
| 4  | "Pruebas ácidas" (Acid Tests)          |         |
| 5  | "Mantenimiento" (Maintenance)          |         |
| 6  | "Charlie y Lisa" (Charlie and Lisa)    |         |
| 7  | "La ecuación de Dios" (God's Equation) |         |
| 8  | "Tiro al plato" (Dropping the Dishes)  |         |
| 9  | "John" (John)                          |         |
| 10 | "Abducidos" (Taken)                    |         |

## Premios y nominaciones

### Premios Globo de Oro
| Año  | Premio               | Categoría                                  | Resultado |
| ---- | -------------------- | ------------------------------------------ | --------- |
| 2003 | Premios Globo de Oro | Mejor Miniserie o película para televisión | Nominada  |

### Primetime Emmy
| Año  | Premio         | Categoría                                                                                              | Resultado |
| ---- | -------------- | --- | --------- |
| 2003 | Primetime Emmy | Premio Primetime Emmy a la Mejor Edición de Sonido en una Miniserie, Telefilme o Especial              | Nominada  |
| 2003 | Primetime Emmy | Mejor maquillaje en una serie, miniserie, telefilme o especial                                         | Nominada  |
| 2003 | Primetime Emmy | Mejor Montaje en una Miniserie, Telefilme o Especial Monocámara                                        | Nominada  |
| 2003 | Primetime Emmy | Premio Primetime Emmy a los mejores efectos visuales especiales en una miniserie, telefilme o especial | Nominada  |
| 2003 | Primetime Emmy | Premio Primetime Emmy a la mejor mezcla de sonido en una miniserie o telefilme - monocámara            | Nominada  |
| 2003 | Primetime Emmy | Premio Primetime Emmy a la mejor miniserie o telefilme                                                 | Ganadora  |

### Art Directors Guild Award
| Año  | Premio                    | Categoría                                                     | Resultado |
| ---- | ------------------------- | ------------------------------------------------------------- | --------- |
| 2003 | Art Directors Guild Award | Mejor Diseño de Producción de la Película para TV o Miniserie | Nominada  |

### Premio de la Sociedad Americana de Cinematógrafos
| Año  | Premio                                            | Categoría                                                             | Resultado |
| ---- | ------------------------------------------------- | --------------------------------------------------------------------- | --------- |
| 2003 | Premio de la Sociedad Americana de Cinematógrafos | Mejor Logro en Fotografía de Películas de la Semana/Miniseries/Piloto | Nominada  |

### TCA Award
| Año  | Premio    | Categoría                     | Resultado |
| ---- | --------- | ----------------------------- | --------- |
| 2003 | TCA Award | Mejor Miniserie Sobresaliente | Ganadora  |

### Satellite Awards
| Año  | Premio           | Categoría                                              | Resultado |
| ---- | ---------------- | ------------------------------------------------------ | --------- |
| 2003 | Satellite Awards | Mejor Miniserie                                        | Ganadora  |
| 2003 | Satellite Awards | Mejor actriz de reparto en televisión (Dakota Fanning) | Ganadora  |

### Otros Reconocimientos
| Año  | Premio               | Categoría                                                                           | Resultado |
| ---- | -------------------- | ----------------------------------------------------------------------------------- | --------- |
| 2003 | Premios Saturn       | Mejor actriz de reparto en televisión (Dakota Fanning)                              | Ganadora  |
| 2003 | Premios Young Artist | Mejor actuación en televisión - Mejor actriz protagonista infantil (Dakota Fanning) | Ganadora  |